# レガシーシステム

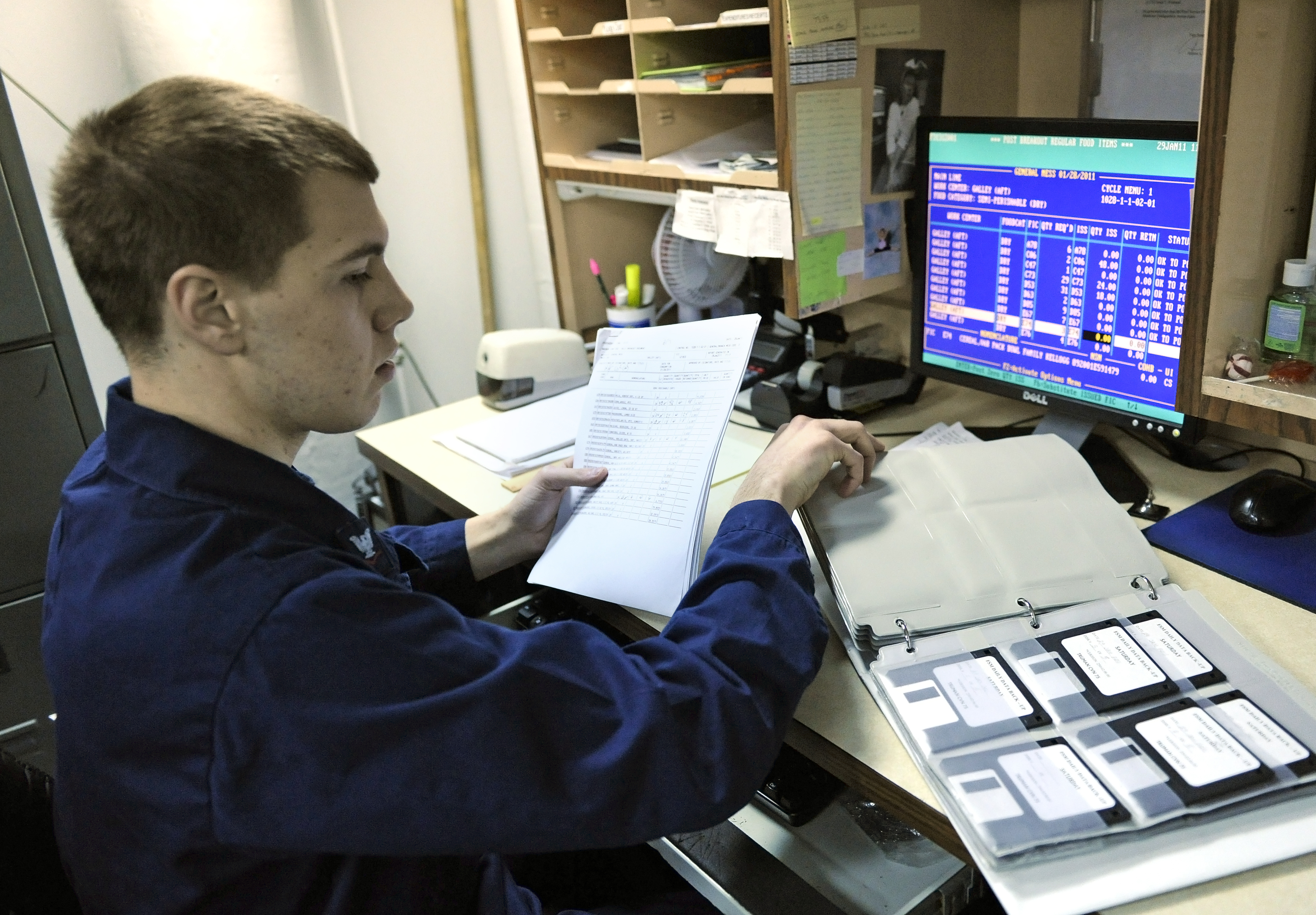
As of 2011 アメリカ海軍食品サービス管理システムで使用されているMS-DOSアプリケーションと3.5インチフロッピーディスク

レガシーシステム（英: legacy system）とは、主にコンピュータの分野で、代替すべき新しい技術などのために古くなったコンピュータのシステムや技術などのことである。そのようなデバイスをレガシーデバイス、そのようなオペレーティングシステムを、レガシーOSなどともいう。

## 概要
レガシー (legacy) とは英語で資産・遺産という意味であり、レガシーシステムとは典型的には、まだユーザーが必要とする機能を持つが、現在可能な、より新しい技術やより効率的な技法ではないシステムのことである。
しかしレガシーシステムという用語は、明確な定義は無く、立場に応じた相対的な呼称として使用されている。
コンピュータ・システム全般では、1980年代のダウンサイジングの時代に、当時のオープンシステムやクライアントサーバシステムが普及すると、従来のメインフレームやオフィスコンピュータあるいはバッチ処理などのアプリケーションなどを否定的な意味で呼ぶ場合に広く使用された。1990年代にインターネットやイントラネットが普及すると、クライアントサーバシステムもレガシーと呼ばれるようになった。
またパーソナル・コンピュータでは、MS-DOSなどのオペレーティングシステムや、フロッピー・ディスクなどのストレージデバイスやメディアが呼ばれるようになった。
一般的にレガシーシステムは、実績がある反面、サポート切れや開発・運用・保守などの制約やコストが高まるリスクがあるため、より新しい技術やシステムへの移行（マイグレーション）が進められる場合もある。
2018年に経済産業省が公表した「DXレポート ～ITシステム『2025年の崖』の克服とDXの本格的な展開～」では、約8割の企業がいまだにレガシーシステムを抱えているとした上で、「IT人材が不足する中、レガシーシステムの保守・運用にIT・ソフトウェア人材が割かれており、貴重な『IT人材資源』の“浪費”につながっている」と指摘している。